# Апостольский нунций в Тунисе
Апостольский нунций в Тунисской Республике — дипломатический представитель Святого Престола в Тунисе. Данный дипломатический пост занимает церковно-дипломатический представитель Ватикана в ранге посла. Апостольская нунциатура в Тунисе была учреждена на постоянной основе 13 апреля 1972 года.
В настоящее время Апостольским нунцием в Тунисе является архиепископ, назначенный Папой Львом XIV.

## История
Апостольская нунциатура в Тунисе была учреждена 13 апреля 1972 года, бреве Christianae veritatis папы римского Павла VI. Однако апостольский нунций не имеет официальной резиденции в Тунисе , в его столице Тунисе и является апостольским нунцием по совместительству, эпизодически навещая страну. Резиденцией апостольского нунция в Тунисе является Алжир — столица Алжира.

## Апостольские нунции в Тунисе

### Апостольские пронунции
- Санте Порталупи, титулярный архиепископ Кристополи — (22 марта 1972 — 15 декабря 1979 — назначен апостольским нунцием в Португалии);
- Габриэль Монтальво Игера, титулярный архиепископ Целены — (18 марта 1980 — 12 июня 1986 — назначен апостольским пронунцием в Югославии);
- Джованни Де Андреа, титулярный архиепископ Аквавивы — (22 ноября 1986 — 26 августа 1989 — назначен вице-председателем Кадровой службы Святого Престола);
- Эдмон Фархат, титулярный архиепископ Библа — (26 августа 1989 — 26 июля 1995 — назначен апостольским нунцием в Македонии и Словении).

### Апостольские нунции
- Антонио Соццо, титулярный архиепископ Конкордии — (5 августа 1995 — 23 мая 1998 — назначен апостольским нунцием в Коста-Рике);
- Августин Касуйя, титулярный архиепископ Кесарии Нумидийской — (26 мая 1998 — 22 апреля 2004 — назначен апостольским нунцием на Мадагаскаре и Сейшельских Островах и апостольским делегатом на Коморах);
- Фома Йешенг Нан, титулярный архиепископ Лептис Магны — (22 апреля 2004 — 2015, в отставке);
- Лучано Руссо, титулярный архиепископ Монтеверде — (14 июня 2016 — 22 августа 2020 — назначен апостольским нунцием в Панаме);
- Куриан Матфей Ваялункал, титулярный архиепископ Ратиарии — (2 февраля 2021 — 15 марта 2025 — назначен апостольским нунцием в Чили);